# Hovinköpare
En hovinköpare var i äldre tider en person som hade befogenhet att göra inköp av förnödenheter och annat för hovets räkning.